# Лайпефилена
Лайпефилена (на старогръцки: Λειπεφιλήνη, Leipephilene) в гръцката митология е дъщеря на Йолай и Мегара.
Тя е съпруга на Филант, син на Антиох, който е син на Херакъл. Тя е майка на Хипот и на Теро, която от Аполон има син Херон, епоним на Херонея.